# 高建 (韓國)
高建 （韓語：고건，1938年1月2日—），大韩民国政治家，曾两次出任韩国国务总理和首爾特別市長。他擅长行政管理，为政清廉，是韩国口碑甚佳的行政高官。1975年，高建当选韩国全羅南道知事，成为韩国历史上最年轻的道知事。之后，他历任韩国行政安全部部长、國土交通部部长、農林畜產食品部部长、首爾特別市市长、明知大學校长。1997年3月，时任韓國總統金泳三任命高建为国务总理。:662003年1月26日，高建接受时任总统盧武鉉任命，再次成为总理:67。2004年，在卢武铉遭到国会弹劾期间，高建代理行使总统权力2个月。在卢武铉被恢复权力后，高建辞职退休。:1392006年8月28日，高建曾經跟在野黨議員合組政黨“希望連帶”，但在2007年1月16日表明不會參選總統同時宣布在政界引退。
高建是韩国政坛难得的“清廉之士”，曾被推举为韩国“反腐败国民联合会”会长。2001年，透明国际马来西亚分会授予他“世界廉正奖章”（Global Integrity Medal）。:67

## 生平
高建1938年1月2日出生于日治朝鮮京城府（現韩国首尔）。首尔大学文理学院政治系毕业后，高建又继续在环境学院研修城市规划，后赴美国哈佛大学和麻省理工学院留学。留学归国后，高建一心从政，考取了国家特等公务员行政科。:1391975年至1979年，高建出任韩国全罗南道知事，成为韩国历史上最年轻的道知事。由于他管理有方，为政清廉，自朴正熙之后的6位总统都很看重他，其中5位将他纳入内阁委以重任。他历任内政部长、交通部长、农林水产部长、首尔市市长、明知大学校长。1997年3月，时任韩国总统金泳三任命高建为国务总理。金大中执政期间，虽然没有将高建拉入内阁，但迫于“朝小野大”的局势，也让高建出面提名内阁成员，使他成为“不挂名的总理”。1998年7月至2002年6月，高建再次出任首尔市长一职。:662003年1月26日，高建接受了卢武铉的任命，再次成为韩国总理:67。在卢武铉遭到国会弹劾期间，高建代理行使总统权力2个月，在卢武铉被恢复权力后辞职退休。:139
高建两次出任首尔市长时，首尔分别成功举办了1988年夏季奥林匹克运动会和2002年世界杯足球赛。在他担任首尔市长期间，他把昔日的垃圾山打造成了“环保绿色公园”，并建起了“首尔上岩洞世界杯主体育场”，此举备受首尔市民称赞。:66 1998年，高建推出“网上民事申请程序强化系统”，用于提高市政府的办事效率和透明度，杜绝索贿受贿，使首尔市政公务员的腐败现象大为减少。首尔民众对此赞不绝口。由于他的廉政作风深得人心，他被推举为韩国“反腐败国民联合会”会长。2001年，透明国际马来西亚分会授予了他“世界廉正奖章”（Global Integrity Medal）。:67
2004年3月13日，时任韩国总统卢武铉遭到国会的弹劾后，高建代理卢武铉行使总统职能两个月。在韩国政坛历史上的首次总统弹劾风暴中，高建稳健地保持了韩国政府各个部门和各项政策的平稳延续，将弹劾风暴的负面效应降到最低。:67韩国宪法法院驳回国会对卢武铉的弹劾案后，事先就已提出辞职的高建辞职退休。他原本打算去美国继续深造，但又因其99岁高龄的父亲健康问题而改变了初衷。:139
2015年10月19日，高建与崇实大学校长韩献洙等7人出访了朝鲜，并出席在平壤科学技术大学举行的国际学术大会。
2016年4月28日，中华人民共和国国务委员杨洁篪在北京会见高建。高建于第二天（2016年4月29日）在北京钓鱼台国宾馆举行的“首届中日韩公共外交论坛暨2016年中日韩合作国际论坛”中作主旨演讲。